# 神州行
神州行是中国移动旗下客户品牌之一，与动感地带、全球通并列为三大品牌。神州行针对普通基层用户，提供多样性的服务。同时也是用户最多的一个品牌。

## 品牌代言人
- 葛优